# Schneckenmühle (Wunsiedel)
Schneckenmühle ist ein Gemeindeteil der Kreisstadt Wunsiedel im Landkreis Wunsiedel im Fichtelgebirge (Oberfranken,  Bayern).

## Geografie
Die Einöde liegt drei Kilometer östlich der Kernstadt Wunsiedel und unmittelbar östlich von Holenbrunn im Tal des Bibersbachs.

## Geschichte
Im Landbuch der Sechsämter wurde 1499 die „Schnakenmühl“ genannt; die Mühle bestand bis 1980.